# Before You Leave Me
Before You Leave Me is een nummer van de Amerikaanse singer-songwriter Alex Warren uit 2024.
"Before You Leave Me" is een ballad die gaat over de angsten, onzekerheden en wanhoop die kunnen ontstaan wanneer een relatie eindigt. Warren pleit in de tekst voor liefde en verbinding in het aangezicht van een dreigende breuk. Het nummer flopte in Warrens thuisland de Verenigde Staten, maar leverde hem in een aantal Europese landen wel een hit en een internationale doorbraak op. In Nederland was de plaat het meest succesvol met een 5e positie in de Top 40, maar ook in de Vlaamse Ultratop 50 deed het nummer zijn werk prima met een 10e positie.

## Tracklijst
Muziekdownload
1. "Before You Leave Me" - 2:56
2. "Yard Sale" - 2:54